# Seznam přehradních nádrží v Harzu
V horách Harz se nalézá velké množství přehrad a nádrží. Jedním z hlavních důvodů velkého výskytu těchto staveb v této části země je fakt, že pohoří Harz má největší průměrný úhrn srážek v celém Německu. Přehrady zde tedy tvoří hlavně protipovodňovou ochranu. Jsou také zásobárnami pitné vody a hydroelektrárnami. První přehrady byly vystavěny u Horních Rybníků v Harz, kde sloužili pro vytváření energie pro čerpadla umístěna v dolech. Největší zátěž na přehrady je v jarním období, kdy v Harz roztává sněhová pokrývka.

## Seznam nádrží a přehrad
- Vodní nádrž Ecker
- Vodní nádrž Grane
- Pomocná vodní nádrž Hassel
- Vodní nádrž Innerste
- Vodní nádrž Kelbra
- Vodní nádrž Königshütte
- Vodní nádrž Mandelholz
- Vodní nádrž Neustadt
- Vodní nádrž Oder
- Oderteich
- Vodní nádrž Oker
- Vodní nádrž Rappbode
- Vodní nádrž Rappbode Auxiliary
- Vodní nádrž Söse
- Vodní nádrž Wendefurth
- Vodní nádrž Wippra
- Vodní nádrž Zillierbach

## Galerie

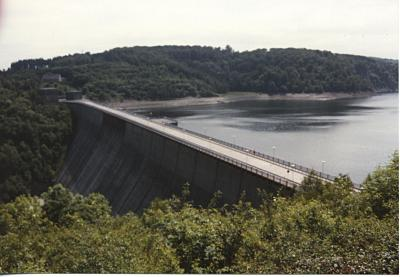
Přehrada Rappbode
Koruna hráze přehrady Ecker
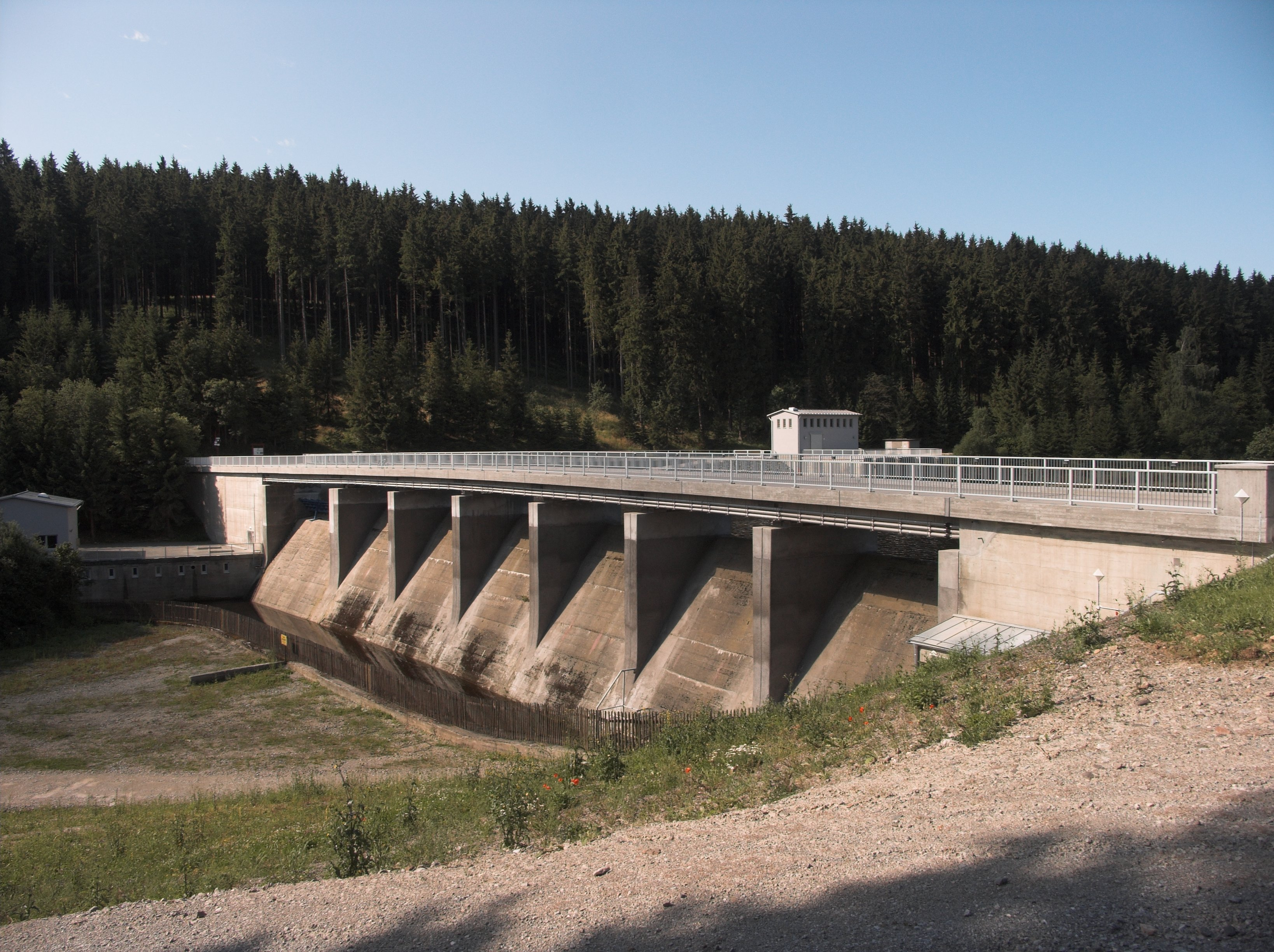
Pohled na přední stranu hráze přehrady Königshütte